# تشارلز جونسون
تشارلز جونسون (بالإنجليزية: Charles W. Johnson)‏ (و. 1863 – 1932 م) هو عالم حيواني، وعالم حشرات، من الولايات المتحدة الأمريكية، توفي عن عمر يناهز 69 عاماً.